# 大臣 (日本)
大臣は、重要な国務に携わる高官。時代や制度により、その内実と読みが変遷する。
1. 大臣（おおおみ）は、古墳時代のヤマト王権において、大王（おおきみ）の政務を補佐するため置かれた役職。日本書紀によれば、成務天皇3年（133年?）正月に、武内宿禰が初めて任命された。→ヤマト王権の大臣を参照
2. 大臣（だいじん）は、律令制において、重要な政治決定を司った太政官の長官（かみ）。太政大臣、左大臣、右大臣の3種がある（他に令外官として内大臣が置かれた）。おとど、おおいもうちぎみ、おおまちぎみ、おおまえつぎみ等とも称した。→律令制の大臣を参照。
3. 大臣（だいじん）は、明治維新後、たびたび改廃された各種官制において用いられた役職名。太政大臣、右大臣、左大臣など。内閣制度確立後も、閣外に内大臣（内大臣府の長官）が置かれた。→明治維新後の大臣を参照。
4. 大臣（だいじん）は、現在の日本の制度においては、内閣の構成員である国務大臣（内閣総理大臣を含む）。国務大臣は、ほとんどの場合、各省の長である各省大臣（行政大臣、主任の大臣）を兼ねるが、行政事務を分担管理しない無任所大臣がいる場合もある。広義には、各省大臣以外の内閣官房長官、国家公安委員会委員長および特命担当大臣に任ぜられた国務大臣も無任所大臣に含まれる。国務大臣でない、つまり内閣を構成しない「○○大臣」という名称の官職（閣外大臣）を設置する立法を憲法は禁止しないが、実際にはそのような立法はない。大日本帝国憲法下では、閣外大臣として内大臣と宮内大臣が存在した。イギリスをはじめいくつかの国では、閣外大臣が存在する。→内閣の大臣を参照。

## ヤマト王権の大臣
ヤマト王権の大臣は「おおおみ」と読む。大臣には、古墳時代の姓（かばね）の一つである臣（おみ）の有力者が就任した。日本書紀には、最初の大臣として武内宿禰（たけのうちのすくね）の名が見えるが、武内宿禰は実在の人物とは考えられていない。しかし、武内宿禰の後裔を称する葛城氏（かつらぎし）、平群氏（へぐりし）、巨勢氏（こせし）、蘇我氏（そがし）などの有力氏族出身者が大臣となった。
大臣は、各大王の治世ごとに親任され、反正天皇から安康天皇までの治世に当たる5世紀中期には葛城円が、雄略天皇から仁賢天皇までの治世に当たる5世紀後期には平群真鳥が、継体天皇の治世に当たる6世紀前期には巨勢男人が、敏達天皇から推古天皇までの治世に当たる6世紀後期から7世紀初期には蘇我馬子が、それぞれ大臣に任命された。蘇我馬子以降は蘇我氏が政権の中枢を担うようになり、大臣は蘇我蝦夷（馬子の子）が跡を継いだ。皇極天皇の治世に当たる645年、いわゆる乙巳の変により、蘇我蝦夷は自害し蘇我氏の隆盛は終わった。この事変の直後に即位した孝徳天皇は、大臣に代って左大臣と右大臣を置き、権力集中の防止を図った。

## 律令制の大臣
律令制の大臣は「だいじん」と読む。大臣は、律令制において重要な政治決定を司った太政官の長官（かみ）を指す。おとど、おおいもうちぎみ、おおまちぎみ、おおまえつぎみなどとも称した。
大臣は、従二位から正一位までの位階に相当する官職とされた。律令制では、太政大臣、左大臣、右大臣が設置された。また令外官として内大臣が置かれた。内大臣は、初めは名誉称号であったが、のちには左右大臣を補佐し、その出仕がないときに代って政務を執った。大臣は、貴族としても最高位の栄達を意味する地位である。
唐名で、大臣一般を「僕射」、「宰相」、「相国」、「丞相」と呼ぶ。いずれも「丞相府」を略したものである。現在でも内閣総理大臣を「首相」といい、各省大臣を「省名＋相」（法相、農水相など）で呼ぶのは、この大臣の唐名に由来する。左大臣は「左府」あるいは「左僕射」、右大臣は「右府」あるいは「右僕射」といった。また「三公」（本来は太師・太傅・太保）を日本における太政大臣・左大臣・右大臣になぞらえた。『職原抄』には「三公は天の三台星を象るなり」とあり、天帝を紫微星としてその左右に虚精・陸淳・曲順の三星があるとされたことにちなみ、大臣を「星の位」あるいは大臣そのものを「台」で表した。ここから転じて大臣という職の有無にかかわらず行政機関のトップ集団を「台閣」、天皇の考え・気持ちを「叡慮」というのに対して、大臣の考え・気持ちは「台慮」という。また、周代には三公が槐の下に列座して執務したことから三槐といい、大臣そのものを「槐」で表した。さらに、南斉の大臣であった王倹が、自宅に蓮を植えたことに由来し、大臣を蓮府ともいった。
大臣に任命されることは「大臣召し」という。大臣が毎年の正月に宴会を開き多数の客人（主賓を尊者といった）を自邸に招いて饗応する風習があり、これを「大臣大饗」（だいじんのだいきょう）といった。また、大臣に任ぜられた際にも同様に宴会を開き、これを「任大臣大饗」といった。任大臣大饗は初めて内大臣ないし右大臣に就いた際にのみ行われ、右大臣から左大臣に遷任した際には開かれなかったが、太政大臣に就いた際には特別に行った。また、安和の変ののちに大納言筆頭から右大臣に進んだ藤原在衡は任大臣大饗を行わなかったことが知られている。
大臣の住居は「御所」と呼ばれ、大臣が亡くなることは「薨御」（こうぎょ）と呼んだ。御所・薨御などの語は、通常、皇族や摂政・関白に対して用いられる。これは、大臣が非常に高い権威を有していたことを意味する。特に江戸時代には、三公は親王よりも上位とされ、その権威は高かった。
大臣のうち太政大臣は、「則闕の官」（そっけつのかん）と呼ばれ、適任者がなければ空席とされた。そのため、左大臣が大臣の最上位として扱われることも多い。左大臣や右大臣が空位となることは極めて稀であり、あえて任命されずに空位となる状態は「大臣闕」（だいじんけち）といわれた。
太政大臣などは当初、天智天皇が第一皇子である大友皇子を任命するなど、皇族が任じられる場合もあった。しかし、すべての時代を通して一部の例外を除いてほぼ源平藤橘の四大氏族、特に藤原氏と源氏を中心に任じられた。
武家としてはじめて大臣に昇ったのは桓武平氏の一流伊勢平氏であり、保元の乱・平治の乱で朝廷に貢献した平清盛が太政大臣にまで上り詰めた。その後、源頼朝により鎌倉幕府が成立した後、3代将軍源実朝が右大臣まで昇った。室町時代に入ると足利義満が将軍兼帯で内大臣・准后に就任し、以降征夷大将軍就任と同時に大臣に任ぜられるのが慣例となり、江戸時代に至ってもその慣習が続いた。
なお、代々この職に就くことが許される家柄としては、公家では、摂家・清華家・大臣家であり、これらの公家が主に朝廷の大臣を占めていた。武家としては足利将軍家の他、織田信長、豊臣秀吉、織田信雄や徳川家康をはじめ徳川将軍家などが武家として大臣となった。また、公家の中で大臣につく家柄ではなかった日野家などは代々、足利将軍家の縁戚として左大臣まで出すなど、時として家格を越える出世をする者もあった。
これらの家格の家は主に明治において公爵や侯爵の爵位を賜り、貴族院議員を輩出するなど近代でも活躍した。

## 明治維新後の大臣
1868年（明治元年）の明治維新後、1885年（明治18年）に内閣制度が確立するまで、明治政府の官制は度々改廃された。→詳細は太政官 (明治時代)を参照のこと
大臣（だいじん）は、1869年（明治2年）7月に定められた二官八省の官制において定められた。太政官に左右大臣と大納言・参議が置かれ、右大臣に三条実美が任命された。
1871年（明治4年）の廃藩置県後の官制では、正院に太政大臣、左右大臣と参議が置かれた。太政大臣には三条実美が、左大臣には島津久光、右大臣には岩倉具視が任命された。

## 内閣の大臣
内閣制度確立以後、それまで「卿」と呼ばれていた各省のトップは、「大臣」となる。「大臣」の唐名である「丞相」「相国」から、大臣の略称には「相」の字が用いられるようになる。内閣総理大臣は「首相」、その他の国務大臣は「外相」「蔵相」などと呼ばれる。なお、内大臣の略称は「内府」であり、「内相」は内務大臣の略称である。

### 内閣官制以前
1885年（明治20年）、太政官達69号が定められ、これに基づき西欧の政府機構を模倣して新しい国家運営の制度である合議体の内閣が設置された。同時に定められた内閣職権（内閣の運営基準）において、内閣総理大臣並びに宮内大臣、外務大臣、内務大臣、大蔵大臣、陸軍大臣、海軍大臣、司法大臣、文部大臣、農商務大臣及び逓信大臣の各省大臣を置くこととされた。内閣は、内閣総理大臣と各省大臣（宮内大臣を除く）によって構成された。初代の内閣総理大臣には伊藤博文が就任し、第1次伊藤内閣が作られた。

### 大日本帝国憲法と内閣官制
1889年（明治24年）2月、大日本帝国憲法が公布された。同憲法では、天皇が統治権を総攬し、「国務各大臣ハ天皇ヲ輔弼シ其ノ責ニ任ス」（55条1項）と定められ、国務各大臣が各々その所掌に関して天皇を輔弼する体制となった。同憲法には内閣についての規定がなく、内閣については、同年12月に公布された内閣官制（明治22年勅令第135号）に詳細が定められた。内閣総理大臣は、「同輩中の首席」とされ、その権限はさほど強力ではなく（1907年（明治40年）改正で、やや強化される）、閣僚を罷免する権限は存在しなかった。
注：内閣総理大臣と各省大臣の総称として「国務大臣」（あるいは「国務各大臣」）の語が用いられる。しかし、日本国憲法における制度のように、まず内閣総理大臣または国務大臣に任命され、その上で各省大臣に任命される制度は採られていない。
なお、宮中の事務を司る内大臣が閣外に置かれた。内大臣は、内大臣府官制（明治40年皇室令第4号）に基づいて設置された内大臣府の長官とされた。「宮中・府中の別」により、内大臣（宮中）が内閣（府中）の人事や政務に介入することは慎むべきとされた。しかし、昭和時代に入ると元老が減少したため、天皇の側近である内大臣が、内閣の人事や政務に大きな発言力を持つようになった。1945年11月24日、内大臣と内大臣府は、連合国軍最高司令官（SCAP）指令により廃止された。

### 日本国憲法と内閣法
1947年（昭和22年）5月、日本国憲法が施行された。同憲法は「内閣」の章を設け（第5章）、「行政権は、内閣に属する。」こととされた。そして内閣は、「法律の定めるところにより、その首長たる内閣総理大臣及びその他の国務大臣でこれを組織する。」こととされた（憲法66条1項）。内閣の詳細を定めた法律は、内閣法（昭和22年法律第5号）である。内閣は、閣議により職権を行うと定められた（内閣法4条1項）。
内閣総理大臣は、国会議員の中から国会の議決で指名され、天皇に任命される（憲法6条1項、67条）。内閣総理大臣は内閣を代表し、内閣の「首長」として、リーダーシップを発揮することが期待される（同66条1項、72条）。
国務大臣には、広義と狭義、二つの意味がある。広義の国務大臣は、内閣総理大臣を含む内閣の構成員全員を指す。狭義の国務大臣は、内閣総理大臣を含まない。単に国務大臣と呼ぶ場合には、狭義の国務大臣を指すことが多い。
狭義の国務大臣は内閣総理大臣に任命され、また、内閣総理大臣に任意に罷免される（憲法68条）。国務大臣の任免には、天皇の認証を要する（同7条5号）。国務大臣の過半数は国会議員でなければならず（同68条）、全員が文民でなければならない（同66条2項）。国務大臣は、その在任中、内閣総理大臣の同意がなければ、訴追されない（同75条）。国務大臣の数は14人以内とされ、特別に必要がある場合には3人まで増員することができ、17人以内とすることができる（内閣法2条2項）。
国務大臣は、行政事務を分担管理し法律・政令に署名を行う「主任の大臣」（行政大臣、各省大臣）と、行政事務を分担管理しない「無任所大臣」に分けられる。主任の大臣は、その分担管理する府省名を冠して呼ばれる。たとえば、財務省の主任の大臣は財務大臣、法務省の主任の大臣は法務大臣など。狭義の無任所大臣は、単に「国務大臣」と呼ばれる。広義の無任所大臣には、内閣官房長官、国家公安委員会委員長、内閣府特命担当大臣などを含み、「主任の大臣でない大臣」の総称として用いられる。
中央省庁は、内閣府、総務省、法務省、外務省、財務省、文部科学省、厚生労働省、農林水産省、経済産業省、国土交通省、環境省、防衛省及び国家公安委員会（警察庁を管理する）の1府12省庁体制である。
国務大臣の他、大臣の称が付される職務には、副大臣がある。副大臣は、大臣、内閣官房長官または特命担当大臣の命を受け、政策および企画を司り、政務を処理する。副大臣の任免は、その府省の長である大臣の申出により内閣が行い、天皇の認証を要する。副大臣は、国会審議の活性化及び政治主導の政策決定システムの確立に関する法律8条、および国家行政組織法16条に基づいておかれる。副大臣は、各省の政策等に関し相互の調整に資するため、副大臣会議を行う。